# 甲苯米定
甲苯米定是一种含氮有机化合物，分子式C19H24N2O2，属于5-HT1A受体拮抗剂，无法通过血腦屏障。它可以3-甲氧基苯酚为原料经多步反应合成得到。